# Acrobati (album)
Acrobati è l'ottavo album in studio del cantautore italiano Daniele Silvestri, pubblicato il 26 febbraio 2016 dalla Sony Music.
L'album ha debuttato in vetta nella Classifica FIMI Album, il primo nella carriera del cantante a raggiungere tale posizione. Inoltre il 4 luglio 2016 viene certificato disco d'oro per le 25 000 copie vendute.

## Descrizione
Il disco è stato realizzato a Lecce presso lo studio Posada Negro di Roy Paci ed è stato descritto da Silvestri come un disco atto a «raccontare storie che portassero l'ascoltatore il più possibile altrove», quindi come un lavoro «più poetico che politico». Hanno preso parte alle registrazioni diversi artisti tra cui Caparezza (in La guerra del sale), Diodato e Roberto Dell'Era.
La copertina dell'album è stata disegnata da Paolino De Francesco.

## Accoglienza
L'album è stato accolto positivamente dalla critica. Ernesto Assante de la Repubblica l'ha definito «il miglior lavoro che il cantautore romano abbia mai realizzato. E se non è il migliore è certamente il più ricco, convincente, completo dei suoi album, quello che lo dipinge nella maniera più precisa e sicura, mettendo insieme tutte le sue passioni, i suoi amori, vizi e virtù, le tensioni ideali e quelle del cuore.»

## Promozione
Acrobati è stato anticipato dal primo singolo Quali alibi, diffuso nel gennaio 2016.
Il tour promozionale del disco, il primo teatrale della carriera di Silvestri, ha avuto come "data zero" quella di Foligno del 27 febbraio 2016, per poi ripartire ufficialmente nei teatri di tutta Italia il 10 marzo dal Teatro Politeama di Genova.

## Tracce
1. La mia casa – 3:55
2. Quali alibi – 4:03
3. Acrobati – 5:23
4. Pochi giorni (feat. Diodato) – 3:51
5. Un altro bicchiere (feat. Dellera) – 3:50
6. La mia routine – 4:53
7. Così vicina – 2:49
8. La verità – 4:13
9. Pensieri – 2:13
10. Monolocale – 5:24
11. La guerra del sale (feat. Caparezza) – 4:03
12. A dispetto dei pronostici – 4:45
13. Come se – 3:56
14. L'orologio (feat. Diego Mancino) – 3:18
15. Bio-Boogie (feat. Funky Pushertz) – 5:15
16. Tuttosport – 1:16
17. Spengo la luce (feat. Dellera) – 4:29
18. Alla fine (feat. Diodato) – 5:09

## Formazione
- Daniele Silvestri – voce, chitarra acustica, chitarra elettrica, tastiera, pianoforte
- Fabio Rondanini – batteria, programmazione, percussioni
- Gabriele Lazzarotti – basso
- Piero Monterisi – batteria
- Daniele Fiaschi – chitarra elettrica, chitarra acustica
- Adriano Viterbini – chitarra elettrica
- Roberto Dell'Era – chitarra elettrica
- Sebastiano De Gennaro – percussioni, vibrafono, marimba
- Josè Ramon Caraballo – percussioni
- Duilio Galioto – pianoforte, tastiera, organo Hammond, sintetizzatore
- Gianluca Misiti – tastiera
- Rodrigo D'Erasmo – violino
- Roy Paci – tromba
- Mauro Ottolini – trombone
- Enrico Gabrielli – sassofono, flauto traverso, clarinetto

## Classifiche
| Classifica (2016) | Posizione massima |
| ----------------- | ----------------- |
| Italia            | 1                 |